# Assacrentis
Assacrentis est un groupe de black metal français, originaire de Nice, en Provence-Alpes-Côte d'Azur. Le groupe publie son premier album studio, Put Them to Fire and Sword, en 2013, après quinze années d'existence.

## Biographie
Assacrentis est formé en 1999, sous le nom de Cursed Artefact, par le guitariste Dagoth,,. Peu de temps après, Rydelth (clavier) ainsi que Ceptis (basse) rejoignent le groupe à la suite de la séparation de leur groupe Helixir. Les compositions du groupe évoluent dans un style froid, malsain, agressif, mélodique et rapide, influencé par la vague de black metal scandinave des années 1990. En 2001, ils auto-produisent leur première démo comprenant deux titres. En 2003, Dagoth devient chanteur tout en continuant à jouer de la guitare. À la fin de l'année 2003, Assacrentis décide d'entrer au Harkam Studio (pour la batterie) et Wizard Studio, à Nice, pour enregistrer un maxi CD quatre titres intitulé The Secrets From the Past, produit, enregistré, mixé et masterisé par Willdric Lievin, le producteur et leader du groupe français Hamka.
En mai 2005, Abaddon rejoint le groupe en tant que batteur, et en novembre 2007, Walfnir, jouant anciennement dans Dividead (groupe de death metal mélodique originaire de Nice) tient le poste de second guitariste. À la suite de nombreux concerts donnés dans le sud de la France, une date à Paris et du festival Headbanger Area, le groupe participe à la compilation Black Storm (produite par Mordrek) aux côtés de groupes comme Artefact, Otargos, Terragon, Recueil Morbide, Gloomy Betrayal, Terrodrown, Funeral Dawn, Spectrums of Oblivion, et Dark Requiem. Assacrentis augmente sa notoriété et commence, à la fin de 2007, l’enregistrement de leur premier album. En 2008, le groupe se sépare.
À la fin de 2012, le groupe se reforme en trio, composé de Dagoth à la guitare et au chant, Ceptis à la basse, et Abaddon à la batterie. En février 2013, Assacrentis publie son premier album studio, intitulé Put them to Fire and Sword. Il est mixé et masterisé au Omen Studio à Los Angeles par Damien Rainaud, (Artgath, ancien batteur d’Assacrentis) qui avait commencé à être enregistré en 2007 avant leur séparation. Un mois plus tard, le groupe part en tournée sur toute la France pour la promotion de son premier album.
À la fin de 2016, après une longue phase de composition et la venue d'un nouveau guitariste « Azathoth », le groupe entre au Drak'Hard studio à Fréjus pour leur nouvel album Colossal Destruction, enregistré, mixé et masterisé par David Argi, l'artwork étant signé JP Fournier. Cet album sortira via Anesthetize Productions le 4 septembre 2017.

## Membres

### Membres actuels
- Dagoth – chant, guitare
- Abaddon – batterie
- Ceptis – basse
- Azathoth – guitare

### Anciens membres
- Rydelth – clavier
- Artgath – batterie
- Walfnir – guitare

## Discographie

### Album studio
- 2013 : Put Them to Fire and Sword

### Compilation
- 2007 : Black Storm

### Démo
- 2004 : The Secrets From the Past